# Władysław Sierpowski
Władysław Sierpowski (ur. 4 października 1903, zm. 28 maja 1987 w Krakowie) – działacz kulturalny, społeczny i spółdzielczy we Lwowie i Krakowie, założyciel Zespołu Pieśni i Tańca „Krakowiacy” oraz Artystycznego Zespołu Estradowego Pieśni i Tańca Emerytów i Rencistów z Krakowa „Pogodna Jesień”.

## Życiorys
Pochodził z małopolskiej linii rodziny Sierpowskich. Jego przodkowie legitymowali się w sądzie grodzkim w Przemyślu ze szlachectwa w 1782 w zaborze austriackim. Jego rodzicami byli Antoni Sierpowski oraz Rozalia z Dębskich. Władysław ożenił się z Klotyldą Kozakowską.
W roku 1951 założył w Krakowie Zespół Pieśni i Tańca „Krakowiacy” i przez 10 lat (do 1961) był jego dyrektorem. Inicjatywa założenia zespołu wyjść miała z XII sesji Rady Kultury i Sztuki w 1950, na której zalecano podejmowanie działań dla „przezwyciężanie schematów, banałów i nudy w pracy”. Zespół powstał 27 marca 1951 i początkowo nosił nazwę „Robotniczy Zespół Pieśni i Tańca Branżowych Spółdzielni Pracy w Krakowie”, szybko jednak przylgnęła do niego nazwa „Krakowiacy”.
W „Krakowiakach” pracował przez parę lat siostrzeniec Władysława, Marian Kołodziejczyk, artysta grafik związany z Tarnowem.

W 1970, po przejściu na emeryturę, Władysław Sierpowski założył zespół złożony z emerytów i rencistów z Koła przy Wojewódzkim Związku Spółdzielni Pracy w Krakowie, który nazwał „Pogodna Jesień”. Lata 70. XX w. to złota epoka spółdzielczości, w której to społeczności Sierpowski się udzielał. Chciał udowodnić, że „jeżeli do pracy podejdzie się z miłością i entuzjazmem, granice wieku nie mają najmniejszego znaczenia”. Alicja Pater, kierowniczka Zespołu w 2014 tak opisała jego powstanie: 
Wszystko zaczęło się w listopadzie 1970 roku dzięki Władysławowi Sierpowskiemu. Dzisiaj możemy powiedzieć, że ten, będący wówczas na emeryturze społecznik, animator kultury, założyciel zespołu młodzieżowego „Krakowiacy”, został ojcem naszego zespołu. Podczas wczasów w Muszynie, spędzanych przez emerytów i rencistów z Koła przy Wojewódzkim Związku Spółdzielni Pracy w Krakowie, odbywały się wieczorki artystyczne, w czasie których wyłoniły się ukryte talenty, wyróżniające się wysokim poziomem wykonania. Zwrócił na nie uwagę dyrektor Sierpowski i podjął inicjatywę założenia zespołu „Pogodna Jesień”
W dniu 24 listopada 1983 r. z okazji 60-lecia pracy zawodowej i 80-lecia urodzin odbyła się uroczystość wręczenia Krzyża Komandorskiego Orderu Odrodzenia Polski Władysławowi Sierpowskiemu w Teatrze Bagatela w Krakowie. Uroczystość odbyła się z udziałem miejscowych władz, prasy, radia i telewizji.
Został pochowany na cmentarzu parafialnym w Krakowie (na Salwatorze).

## Odznaczenia i nagrody
- Złoty Krzyż Zasługi (1954)[9]
- Krzyż Kawalerski Orderu Odrodzenia Polski[8]
- Krzyż Komandorski Orderu Odrodzenia Polski (1983)[8]